# Pavel Miljoekov

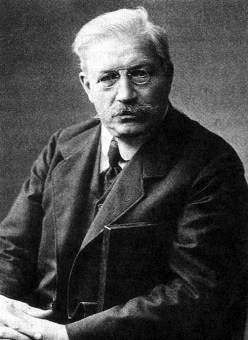
Pavel Miljoekov

Pavel Nikolajevitsj Miljoekov (Russisch: Павел Николаевич Милюков) (Moskou, 27 januari 1859 – Aix-les-Bains, 3 maart 1943) was een Russisch geschiedkundige en liberaal politicus.

## Achtergrond en opleiding
Pavel Miljoekov was de zoon van Nikolaj Pavlovitsj Miljoekov, hoogleraar in de architectuur en Maria Arkadevna Soeltanova. Miljoekov volgde onderwijs aan het gymnasium te Moskou en studeerde daarna geschiedenis aan de Staatsuniversiteit van Moskou. Hij kreeg les van de beroemde hoogleraren Vasili Kljoetsjevski en Pavel Vinogradov. Tijdens zijn studententijd raakte Miljoekov blijvend beïnvloed door het liberalisme van Konstantin Kavelin en Boris Tsjitsjerin. In 1881 nam hij deel aan een bijeenkomst van liberale studenten en werd als gevolg hiervan geschorst. Niet veel later werd hij weer tot de universiteit toegelaten en hij voltooide zijn studie in 1882.

## Historicus
Pavel Miljoekov was van 1886 tot 1895 privaatdocent aan de faculteit geschiedenis van de Staatsuniversiteit van Moskou. Daarnaast gaf hij ook les aan het gymnasium en onderwees ook dochters uit de hogere kringen.
Pavel Miljoekov publiceerde tal van werken; in 1892 verscheen het werk De Staatswetenschap in Rusland in het eerste kwart van de 18de Eeuw en de Hervormingen van Peter de Grote. In datzelfde jaar werd Miljoekov benoemd tot hoogleraar. Aan zijn hoogleraarschap kwam in 1895 voorlopig een einde toen hij vanwege zijn politieke activiteiten naar Rjazan (200 km ten zuidoosten van Moskou) werd verbannen. Hij was daar betrokken bij archeologische opgravingen en was afgevaardigde van de archiefcommissie van Rjasan bij het tiende Archeologencongres.
In 1897 ging Miljoekov naar Sofia (Bulgarije) om er hoogleraar in de geschiedsfilosofie, Romeinse geschiedenis, Russische- en Tsjechische oergeschiedenis te worden. Gedurende een jaar was hij werkzaam in Sofia, om vervolgens in 1898 naar Macedonië te gaan. In Macedonië deed hij onderzoek in opdracht van Russisch Archeologisch Instituut te Constantinopel en de Keizerlijke Academie voor Wetenschappen. In 1899 keerde hij naar Rusland terug. In 1901 werd hij vanwege zijn oppositionele activiteiten (toespraken etc.) gearresteerd en gevangengezet. In de gevangenis voltooide hij derde en laatste deel van zijn veelgeprezen geschiedkundige werk Schetsen uit de Geschiedenis der Russische Cultuur dat in 1906 werd uitgegeven. Dit werk werd in meerdere talen vertaald, waaronder het Nederlands.
In 1902 schreef hij artikelen voor het clandestiene tijdschrift Bevrijding. Kort hierna vertrok hij naar de Verenigde Staten van Amerika waar hij voordrachten hield op de universiteiten van Chicago, Boston en Harvard.
Van zijn hand verscheen in 1913 het historische werk De hoofdstromingen van het Russische historische denken.

## Politicus
In het buitenland werkte Miljoekov voor de liberale Vrijheidsbond en schreef artikelen voor haar periodiek, de door Pjotr Stroeve geredigeerde, de krant Bevrijding.
Terwijl Miljoekov in 1905 een lezing hield aan de Universiteit van Chicago, hoorde hij van "Bloedige Zondag", zondag 22 januari 1905, waarop de tsaristische troepen het vuur openden op vreedzame demonstranten in Sint-Petersburg onder de geestelijke pope Georgi Gapon. Miljoekov reisde naar Rusland en werd lid van de leiding van de Unie voor de Bevrijding. Op dat moment was Miljoekov ervan overtuigd dat het tsaristisch regime op instorten stond en Rusland spoedig een democratie zou worden. Van mei tot augustus 1905 was hij voorzitter van de vakbond Unie der Unies. Op 7 augustus 1905 werd hij opnieuw gearresteerd, maar kwam reeds na een maand vrij.
Na zijn vrijlating nam Miljoekov in oktober 1905 deel aan de oprichting van de Constitutioneel-Democratische Partij (KDP, beter bekend als de "Kadettenpartij"). Hij schreef mee aan het partijprogramma. In december 1905 werd hoofdredacteur van het Vrije Volk en Volksvrijheid. Omdat Miljoekov gevangen had gezeten mocht hij zich niet kandidaat stellen voor de verkiezingen van de Staatsdoema (1906). Tijdens de Doemaverkiezingen werd de KDP met 179 zetels veruit de grootste partij. In juli 1906 werd de Doema, waarin de progressieve partijen de meerderheid hadden, ontbonden en uit protest trokken 120 afgevaardigden van de Kadetten en 80 Troedoviki en Sociaaldemocratische afgevaardigden naar Vyborg, toen deel van het Groothertogdom Finland, om de vergaderingen van de Doema voort te zetten. Miljoekov, die ook naar Vyborg was getrokken schreef het Vyborg Manifest waarin hij de Russen opriep tot passief verzet, zoals belasting- en dienstweigering.
Terug op Russisch grondgebied werd Miljoekov tot voorzitter van het Centraal Comité van de KDP gekozen en belast met de leiding over de partijkrant De Rede. Miljoekov deed de KDP opschuiven naar rechts en de samenwerking met de revolutionairen werd verbroken. Het idee van een republiek werd overboord gezet en de KDP werd voorstander van een constitutionele monarchie.
In 1907 werd Miljoekov in de derde Staatsdoema gekozen. In 1912 werd hij herkozen. In de Doema was Miljoekov fractievoorzitter van de Kadettenpartij. Hij had felle kritiek op de regering, die haar hervormingsbeleid omstreeks 1907 had gestaakt.

### Eerste Wereldoorlog
Bij het uitbreken van de Eerste Wereldoorlog steunde Miljoekov de oorlogsdoelen van de Russische regering en de generale staf. De KDP stemde voor de verlening van oorlogskredieten. Een van de oorlogsdoelen was de verovering van Constantinopel, de oude hoofdstad van het Byzantijnse Rijk. Miljoekov betoonde zich een felle nationalist inzake de verovering van Constantinopel en werd daarom door zijn tegenstanders "Miljoekov van de Dardanellen" genoemd. In 1915 stond Miljoekov aan de wieg van het Progressieve Blok, een samenwerkingsverband van de Kadettenpartij, de linkervleugel van de Oktobristenpartij en de Progressieve Partij. Het Progressieve Blok was voorstander van sociaal-chauvinisme,ze waren voor de voortzetting van de oorlog, maar ook voor het instellen van een regering die het vertrouwen van het volk had.
In 1916 bevond Rusland zich aan de rand van de afgrond: de oorlog verliep slecht en tsaar Nicolaas II van Rusland benoemde - op advies van de monnik Raspoetin - onbekwame ministers en regeringsleiders, waaronder de pro-Duitse premier Boris Stürmer. Stürmer, doorgaans gezien als incapabele bureaucraat die als gouverneur van de provincie Jaroslav een financieel mismanagement voerde. Op 1 november 1916, tijdens een zitting van de Doema, werd Stürmer door diverse doemaleden - zowel behorende tot de linker- als de rechtervleugel - flink onder vuur genomen. Ook Miljoekov kreeg het woord. Na elk voorbeeld van onkundigheid en corruptie van de regering vroeg hij op beschuldigende toon: "Is dit stupiditeit of verraad". Korte tijd later werd Stürmer als premier vervangen door Aleksandr Trepov.

### Februarirevolutie
Tijdens de Februarirevolutie betoonde Miljoekov zich een voorstander van een constitutionele monarchie. Om dit te bereiken moest tsaar Nicolaas II worden vervangen door een meer liberaal lid van het Huis Romanov. Op 15 maart 1917 trad tsaar Nicolaas II af ten gunste van zijn (relatief liberale) broer grootvorst Michaël. Een dag later, op 16 maart, vond een bespreking plaats tussen grootvorst Michaël en diverse doemaleden, Miljoekov, Aleksandr Goetsjkov, Vasili Sjoelgin, Aleksandr Kerenski, Michail Rodzjanko en prins Georgi Lvov. De eerste drie waren voorstanders van een troonsbestijging van de grootvorst, de andere drie waren tegenstanders. Michaël besloot na overleg met Rodzjanko en prins Lvov om van de troon af te zien. Onmiddellijk na deze uitkomst werd prins Lvov, een lid van de Kadettenpartij, premier van een Voorlopige Regering. Miljoekov werd minister van Buitenlandse Zaken.
Anders dan in 1905 behoorde Miljoekov in 1917 tot de rechtervleugel van het politieke spectrum. Hij was fel voorstander van het voortzetten van de oorlog aan de zijde van de Entente mogendheden, ondanks het feit dat de oorlog bijzonder impopulair was geworden bij de bevolking. Op 20 april stuurde hij een nota naar de Russische bondgenoten, Frankrijk en het Verenigd Koninkrijk, waarin hij beloofde dat Rusland de oorlog zou voortzetten. Deze nota, die de geschiedenis in zou gaan als de "Miljoekov Nota", viel slecht bij de geradicaliseerde arbeiders en soldaten die op 2 mei 1917 demonstreerden tegen minister Miljoekov en zijn aftreden eisten. Miljoekov trad af, samen met enkele andere ministers die fel voorstander waren van de voortzetting van de strijd.

## Rol tijdens de Russische Burgeroorlog
Na zijn aftreden als minister bleef Miljoekov voorzitter van de KDP. Hij aanschouwde het verval van de Voorlopige Regering en de Oktoberrevolutie (1917) die de bolsjewieken aan de macht bracht. Miljoekov verliet Petrograd na de Oktoberrevolutie en hielp generaal Michail Aleksejev bij de vorming van het antibolsjewistische Vrijwilligersleger. Nadien adviseerde hij tal van leiders van de Witte regeringen die tijdens de Russische Burgeroorlog (1918-1921) die met hun Witte Legers tegen het Rode Leger van Leon Trotski streden. In mei 1918 ging hij naar Kiev waar hij met de Duitse legerleiding onderhandelde om gezamenlijk tegen de bolsjewieken op te treden. Voor veel leden van de Kadettenpartij ging dit te ver: Miljoekov zag zich gedwongen het voorzitterschap van het Centraal Comité van de KDP neer te leggen. Later zag Miljoekov de fout in van zijn onderhandelingen met de Duitsers.
In november 1918 ging hij naar West-Europa om fondsen te werven voor de Witten. Na de voortdurende nederlagen van de Witten vestigde hij zich eerst in Engeland en daarna, vanaf 1920, in Parijs waar hij voorzitter werd van de Russische Schrijvers- en Journalistenbond. Ook werd hij voorzitter van de Raad van Professoren van het Frans-Russische Instituut.
Hij bleef politiek actief. Hij trad in juni 1921 uit de KDP omdat zij zijn plannen ter bestrijding van het bolsjewisme afkeurden. Van 1921 tot 1940 was hij hoofdredacteur van het Russische emigrantenblad Het Laatste Nieuws.
Op Miljoekov zijn tal van mislukte moordaanslagen gepleegd. Tijdens een van die aanslagen, 28 maart 1922 tijdens een bijeenkomst van Russische emigranten in de Berliner Philharmonie, werd zijn leven gered door een goede vriend, Vladimir Dimitrijevitsj Nabokov. Nabokov, vader van de beroemde schrijver Vladimir Nabokov, sprong voor Miljoekov en ving de kogels op die voor Miljoekov bedoeld waren. Nabokov overleed aan zijn verwondingen.
Tijdens Winteroorlog (1939-1940) steunde hij de aanval van de Sovjet-Unie op Finland. Ook tijdens de Tweede Wereldoorlog steunde hij zijn vaderland.
Pavel Miljoekov overleed in 1943 op 84-jarige leeftijd te Aix-les-Bains. Zijn stoffelijk overschot werd na 1945 begraven op het Parijse kerkhof Les Batignolles, waar ook zijn vrouw Anna Sergejevna begraven is.